# 韋鳴恩
韋鳴恩男爵（1977年1月19日—），英文名簡稱「Nat Wei」，英國華裔商業顧問和社會企業工作者，具保守黨背景。本身任職麥健時公司顧問的他，在2002年起投身社會工作，先後參與創立以教為先、未來領袖和沙夫茨伯里夥伴團等慈善組織和智庫。在2010年5月，他獲英揆卡麥隆委任為政府顧問，成為聯合政府的智囊，專門就由政府推動的大社會計劃提供意見，使他被外界稱為「大社會先生」（Mr. Big Society）；在任僅一年後，他在2011年5月宣佈辭職。
韋鳴恩在2010年6月獲英國皇室冊封為終身貴族，以保守黨員身份晉身上議院，使他成為繼鄧蓮如女男爵和曾秋坤勳爵後，英國歷史上第三位華人終身貴族。

## 生平

### 早年生涯
韋鳴恩祖籍珠海，是客家人後代，1977年1月19日生於英國赫特福德郡的屈福特，是英國華人第二代，父母在1970年代初從香港移民，其中父親曾於基督教佈道團任職。 韋鳴恩幼年曾暫居倫敦，後來遷居米爾頓凱恩斯，復與家人定居倫敦。中學畢業後，他考入牛津大學耶穌學院，主修現代語言和德文，1999年取得文學士學位畢業。

### 社會工作生涯
大學畢業後，韋鳴恩在1999年至2002年於麥健時公司任職顧問，擅長公益創投（Venture Philanthropy）和風險投資， 他除了在英國以外，亦曾獲派往亞洲、美國和非洲等地工作。 在2002年，他毅然放棄自己的工作，投身社會事業，並與在麥健時公司共事的一位朋友魏道慈（Brett Wigdortz）成立名為以教為先（Teach First）的慈善團體，專門招募頂尖大學畢業生，到英國各大城市較落後的舊區學校任職教師，幫助貧窮學生成材。
在以教為先工作三年後，韋鳴恩在2005年12月加入無保留援助兒童基金會（Absolute Return for Kids，簡稱ARK），這個慈善團體受到對沖基金支持，旨在從健康、教育和福利等方面改善兒童的生活，韋鳴恩透過自己在公益創投等方面的經驗，出任基金會的新計劃發展部主管，後來又任創投總監。 另一方面，在得到基金會的支持下，韋鳴恩在2006年3月創立名為未來領袖的慈善教育組織，在舊區的中學學校發掘具備領袖潛質的教師，通過為期兩年的管理訓練，讓他們具條件出任中學校長，以加強舊區的競爭力。

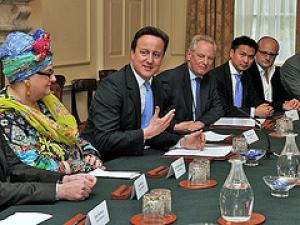
Press Release: General statement in response to Nat Wei’s nomination to House of Lords and appointment as advisor to the Government on Big Society

除了未來領袖外，他還在2006年3月創立沙夫茨伯里夥伴團（Shaftesbury Partnership），這個類似智庫的社會企業以19世紀維多利亞時代的著名社會改革家第七代沙夫茨伯里伯爵（1801年－1885年）命名，主力從房屋、就業、醫療等各方面出謀獻策，推動社會改革。透過沙夫茨伯里夥伴團，他還參與成立挑戰網絡（The Challenge Network），該網絡推動進一步建立公民社會，以及提供不同的公民教育課程。 另外，韋鳴恩也是青年基金會（Young Foundation）院士。

### 大社會計劃
在2010年5月18日，新任保守黨-自民黨聯合政府首相卡麥隆在一個宣佈推動大社會計劃（Big Society）的場合上，在教育、醫療、人事招募和政策策劃等方面皆具備經驗的韋鳴恩， 獲委任為不受薪的政府顧問，以智囊身份專門就大社會計劃提供意見，並在內閣廳的公民社會廳工作。
所謂的大社會計劃，是聯合政府構思的一個公民社會概念，目的在於希望透過一系列的政策，由政府下放更多權力到社區，讓國民在自己的地方社區擁有更大的自決權。 此外，政府亦會下放更多權力到地方政府和議會，並會進一步鼓勵慈善團體、社會企業等組織在社區事務上有更大程度的參與。同時間，為增加政府透明度，政府會公開更多內部資料，讓國民更容易地取得這些資料。 這一系列政策的統籌和提供意見的任務，落到韋鳴恩的身上，使他被傳媒稱為「大社會先生」（Mr. Big Society）。
與此同時，卡梅倫亦宣佈委任韋鳴恩為上議院終身貴族，他在2010年6月3日獲得正式冊封， 成為繼鄧蓮如女男爵和曾秋坤勳爵外，英國歷史上歷來第三位華人上議院議員，但與之前的兩位不同，韋鳴恩是首位在上議院具政黨背景的議員，而非無黨籍中立議員。韋鳴恩獲冊封時，年僅33歲，是上議院內最年輕的議員， 也是歷史上除雷德斯代爾勳爵（Lord Redesdale）外，獲封的最年輕終身貴族。不過，雷德斯代爾勳爵在2000年以年僅32歲半之齡獲冊封終身貴族前，本身已是上議院的世襲男爵。
韋鳴恩在2010年6月16日於上院議事廳首次發表演說，介紹了大社會計劃的具體內容。
政府委任韋鳴恩到上院，是希望他能夠在議會內推動大社會計劃，然而，加入上院不足一年時間，韋鳴恩便於2011年5月24日宣佈辭任政府顧問的身份，但他表示會重新關注過往的慈善工作。
在2011年4月2日，他獲中國鳳凰衛視頒發影響世界華人盛典「公共事業領域大獎」。

## 家庭
韋鳴恩勳爵與妻子辛西雅（Cynthia）、及兩名兒子伊森（Ethan）和米卡（Micah）居於倫敦。

## 榮譽
- 在2010年6月3日，韋鳴恩獲英廷冊封為終身貴族，是第三位華人獲封英國貴族。其封邑為倫敦哈克尼自治鎮的肖爾迪奇。因此，其正式頭銜為韋鳴恩，倫敦哈克尼自治鎮肖爾迪奇的韋鳴恩男爵（Nathanael Ming-Yan Wei, Baron Wei of Shoreditch in the London Borough of Hackney）。[13]
- 在2015年，韋鳴恩成為了上議院歐盟內部事務小組委員。[14]（the House of Lords EU Internal Affairs Sub-Committee）

## 注腳
1. ↑  〈英華人政治明星韋鳴恩：政府不必負全部社會責任〉，《環球時報》，2010年8月30日。
2. ↑  〈33歲華人緣何一夜間成英國政壇新貴〉，《中國新聞網》，2010年6月25日。
3. 1 2 3 4 5  "Social Policy — Debate", House of Lords Hansard, 16 June 2010.
4. 1 2 3  "Nat Wei", The Shaftesbury Partnership, retrieved on 19 June 2010.
5. 1 2 3 4 5  "Nat Wei", The Young Foundation, retrieved on 19 June 2010.
6. 1 2  "Nat Wei nominated to House of Lords and appointed as advisor to the Government on Big Society", The Shaftesbury Partnership, 19 May 2010.
7. 1 2  "Nat Wei, Executive Chairman", The Big Society, retrieved on 19 June 2010.
8. 1 2  "The new faces at the House of Lords", The Independent, 29 May 2010.
9. ↑  "Introduction: Lord Wei", House of Lords Hansard, 3 June 2010.
10. ↑  "Introductions to the Lords", BBC Democracy Live, 3 June 2010.
11. ↑  "As it happened Lord Wei's first speech in the Lords", The Guardian Joe Public Blog, 16 June 2010.
12. ↑  "PM's Big Society tsar stands down （页面存档备份，存于）", BBC News, 24 May 2011.
13. ↑  "Issue 59437", London Gazette, 3 June 2010, p.1.
14. ↑  .   [2017-10-31]. （原始内容存档于2017-11-07）.

## 外部連結
- 報導
  - 視頻：英國華裔男爵韋鳴恩專訪一 （页面存档备份，存于），BBC中文網，2010年6月17日
  - 視頻：英國華裔男爵韋鳴恩專訪二 （页面存档备份，存于），BBC中文網，2010年6月17日
  - Lord Wei promotes big society ISA （页面存档备份，存于）, The Guardian, 18 June 2010
- 相關網頁
  - The Big Society[永久]
  - The Shaftesbury Partnership （页面存档备份，存于）
  - Teach First （页面存档备份，存于）
  - Future Leaders （页面存档备份，存于）